# 1907 Rudneva
1907 Rudneva eller 1972 RC2 är en asteroid i huvudbältet som upptäcktes den 11 september 1972 av den rysk-sovjetiske astronomen Nikolaj Tjernych vid Krims astrofysiska observatorium på Krim. Den har fått sitt namn efter Yevgeniya Rudneva.
Asteroiden har en diameter på ungefär 10 kilometer.